# Ternana Calcio
Die Ternana Calcio ist ein italienischer Fußballverein aus der umbrischen Stadt Terni. Die Vereinsfarben sind Rot-Grün.

## Geschichte
Der Verein wurde 1925 durch einen Zusammenschluss des Terni Football Club und der Unione Sportiva Ternana gegründet. Nachdem der Verein kurz nach der Gründung bereits in der 2. Liga gespielt hatte, stieg Ternana Calcio im Jahr 1953 in die fünftklassige Fußballliga Promozione ab.

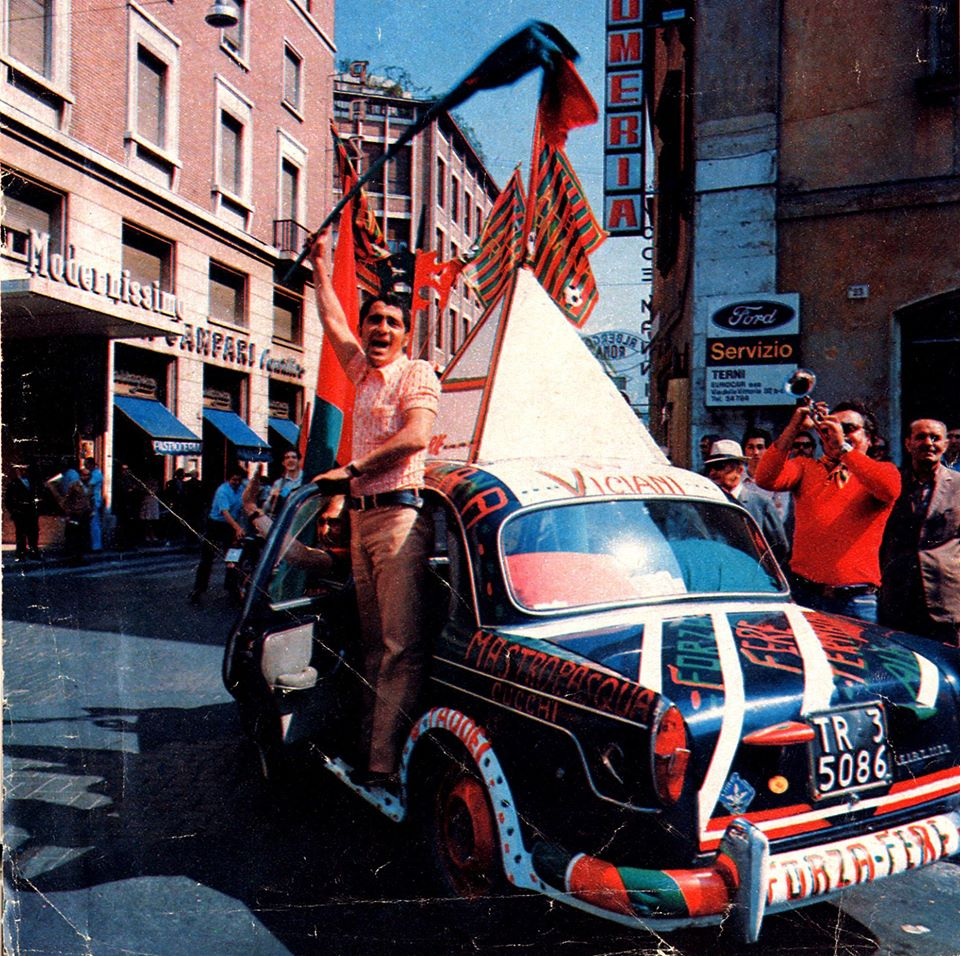
Fans feiern den Aufstieg in die Serie A. (1972)

Innerhalb von 18 Jahren kehrte der Verein langsam wieder in den Profifußball zurück und stieg 1972 unter Cheftrainer Corrado Viciani als Zweitligameister erstmals in die Serie A auf. In der Serie A konnte Ternana in der Saison 1972/73 nur drei Siege einfahren und stieg deutlich als Tabellenletzter wieder in die Serie B ab. Im Jahr 1974 folgte der erneute Aufstieg in die Serie A, aber auch in dieser Spielzeit stieg der Verein bereits nach einem Jahr wieder in die Serie B ab. 

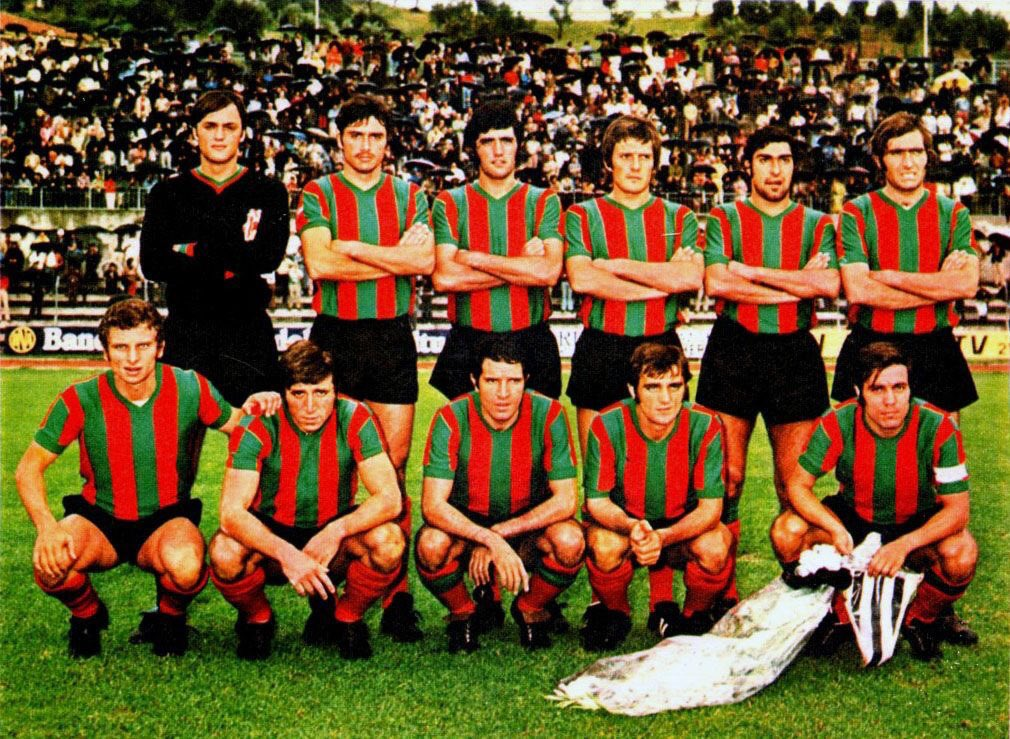
Mannschaftsfotos aus der Saison 1972/73.

Danach verbrachte der Verein die meisten Jahre in der Serie B und Serie C1, stieg aber zwischen 1986 und 1989 auch in die viertklassige Serie C2 ab. Im Jahr 1992 stieg Ternana Calcio als Drittligameister wieder in die Serie B auf, musste aber am Ende der Spielzeit 1992/93 nach finanziellen Problemen den Konkurs anmelden. Danach startete der Verein wieder in der fünftklassigen Serie D und stieg in der Amtszeit von Trainer Luigi Delneri (1996–1998) wieder bis in die Serie B auf. Seit 1998 spielt Ternana Calcio ausschließlich in den Ligen Serie B und Serie C und wechselt regelmäßig durch Auf- und Abstieg zwischen diesen beiden Spielklassen.

## Stadion
Nach der Gründung trug der Verein seine Spiele bis 1969 im Stadio Viale Brin im Osten der Stadt aus. Danach zog der Verein ist das neugebaute Stadio Libero Liberati um. Heute verfügt das Stadion über eine Kapazität von 14.398 Sitzplätzen.

## Erfolge
- Zweitligameister: 1971/72
- Drittligameister: 1967/68, 1991/92, 2011/12, 2020/21
- Viertligameister: 1996/97
- Gewinner der Supercoppa di Serie C: 2021

## Personal

### Spieler
- Riccardo Carapellese (1961–1962)
- Sergio Castelletti (1969–1971)
- Silvio Longobucco (1969–1971)
- Paolo Barison (1970–1971)
- Roberto Tancredi (1972–1973)
- Franco Selvaggi (1972–1973, 1974)
- Massimo Pedrazzini (1979–1981)
- Stefano Colantuono (1983–1984)
- Paolo Di Canio (1986–1987)
- Domenico Di Carlo (1986–1987)
- Vincenzo D’Amico (1986–1988)
- Marco Negri (1991–1993)
- Alessandro Grandoni (1994–1996)
- Cristian Stellini (1996–2000)
- Fabrizio Miccoli (1998–2002)
- Gianluca Grava (1998–2004)
- Daniele Balli (1999–2001)
- Vince Grella (1999–2001)
- Francesco Baiano (2000)
- Stefano Lucchini (2000–2002)
- Cristian Bucchi (2001–2002)
- Lorenzo Bucchi (2001–2002)
- Jean-Paul van Gastel (2001–2002)
- Luigi Riccio (2001–2002)
- Roberto D’Aversa (2001–2003)
- Alain Bono (2001–2006)
- Houssine Kharja (2001–2007)
- Daniele Cacia (2002)
- Franco Semioli (2002)
- Emanuele Calaiò (2002–2003)
- Tomás Guzmán (2002–2003)
- Davide Nicola (2002–2004)
- Mario Frick (2002–2006)
- Luis Jiménez (2002–2007, 2010–2011)
- Riccardo Zampagna (2003–2004)
- Giulio Migliaccio (2003–2005)
- Tommaso Berni (2003–2006)
- Antonio Candreva (2003–2007)
- Massimiliano Vieri (2004–2005)
- Federico Peluso (2004–2006)
- Daniele Corvia (2005–2006)
- Salvatore Monaco (2005–2006)
- Alessandro Zamperini (2006–2007)
- Fabio Lucioni (2006–2008, 2009–2010)
- Christian Riganò (2008–2009)
- Luigi Sartor (2008–2009)
- Fabio Concas (2008–2010)
- Stefano Fanucci (2011)
- Nicolao Dumitru (2012–2013)
- Luigi Vitale (2012–2013, 2014–2016)
- Pavol Farkaš (2013–2014)
- Felipe Avenatti (2013–2017)
- Martin Valjent (2013–2017, 2017–2018)
- César Falletti (2013–2017, 2020–2024)
- Carl Valeri (2014)
- Waleri Boschinow (2014–2015)
- David Milinkovic (2015)
- Alejandro González (2015–2016)
- Luca Mazzoni (2015–2016)
- Marko Dugandžić (2015–2017)
- Fabiano Santacroce (2016)
- Simone Aresti (2016–2017)
- Matteo Contini (2016–2017)
- Lorenzo Di Livio (2016–2017)
- Jacopo Petriccione (2016–2017)
- Juan Surraco (2016–2017)
- Robert Acquafresca (2017)
- Cristian Daniel Ledesma (2017)
- Andrea Rossi (2017)
- Mohamed Sissoko (2017)
- Alessandro Plizzari (2017–2018)
- Modibo Diakité (2017, 2018–2022)
- Federico Piovaccari (2018)
- Walter López (2018–2019)
- Tommaso Pobega (2018–2019)
- Riccardo Gagno (2018–2020)
- Guido Marilungo (2018–2023)
- Luca Castiglia (2019)
- Kingsley Boateng (2019–2022)
- Andrea Tozzo (2019–2022)
- Frederik Sørensen (2021–2024)
- Marco Capuano (seit 2021)
- Andrea Favilli (2022–2024)
- Gabriel Brazão (2023)
- Federico Viviani (seit 2023)
- Giacomo Faticanti (2024)

### Trainer
- Riccardo Carapellese (1961–1964)
- Felice Borel (1966–1967)
- Corrado Viciani (1967–1969)
- Luís Vinício (1970–1971)
- Corrado Viciani (1971–1973)
- Edmondo Fabbri (1976)
- Rino Marchesi (1976–1977)
- Cesare Maldini (1977–1978)
- Renzo Ulivieri (1978–1979)
- Corrado Viciani (1981–1983)
- Gaetano Salvemini (1984–1985)
- Lauro Toneatto (1985–1986)
- Corrado Viciani (1988)
- Luciano Spinosi (1996)
- Luigi Delneri (1996–1998)
- Antonello Cuccureddu (1998)
- Luigi Delneri (1998–1999)
- Vincenzo Guerini (1999–2000)
- Tarcisio Burgnich (2000)
- Mario Beretta (2002–2004)
- Domenico Caso (2006)
- Fernando Orsi (2010–2011)
- Bruno Giordano (2011)
- Attilio Tesser (2013–2015)
- Christian Panucci (2016)
- Benito Carbone (2016–2017)
- Fabio Liverani (2017)
- Luigi De Canio (2018–2019)
- Ignazio Abate (2024–2025)
- Fabio Liverani (seit 2025)

## Statistik

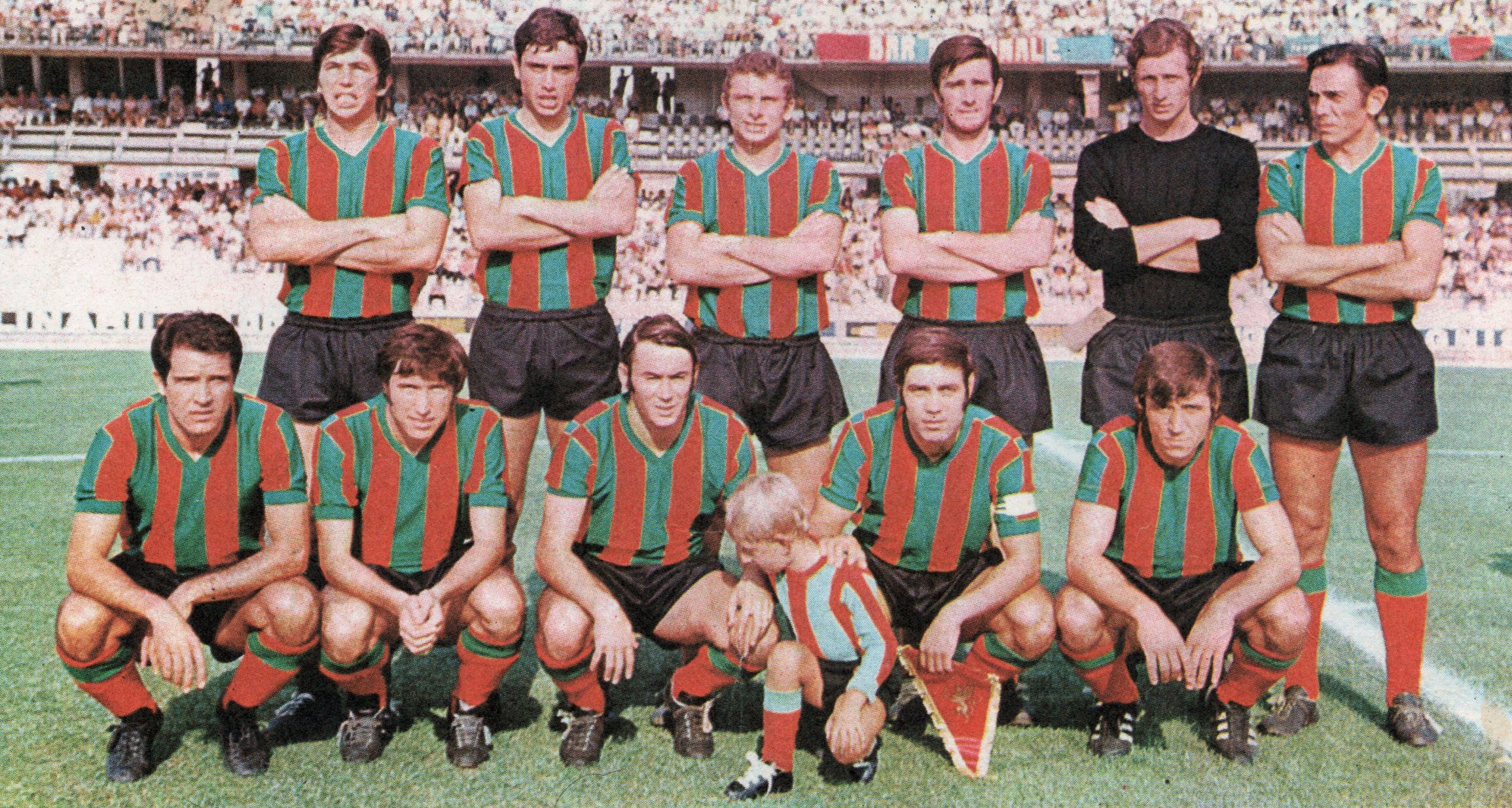
Mannschaftsfoto aus der Aufstiegssaison 1971/72.

### Ligazugehörigkeit
Aufgeführt ist die Ligazugehörigkeit von Ternana Calcio seit dem Ende des 2. Weltkrieges im Jahr 1946.
| - 1946–1949: Serie B (II) - 1949–1950: Serie C (III) - 1950–1953: Serie D (IV) - 1953–1955: Promozione (V) - 1955–1964: Serie D (IV) - 1964–1968: Serie C (III) - 1968–1972: Serie B (II) - 1972–1973: Serie A (I) - 1973–1974: Serie B (II) - 1974–1975: Serie A (I) - 1975–1980: Serie B (II) - 1980–1986: Serie C1 (III) |  | - 1986–1989: Serie C2 (IV) - 1989–1992: Serie C1 (III) - 1992–1993: Serie B (II) - 1993–1995: Serie D (V) - 1995–1997: Serie C2 (IV) - 1997–1998: Serie C1 (III) - 1998–2006: Serie B (II) - 2006–2012: Serie C1 (III) - 2012–2018: Serie B (II) - 2018–2021: Serie C (III) - 2021–2024: Serie B (II) - seit 2024: Serie C (III) |

### Pokalstatistik
Aufgelistet sind nur die Spielzeiten, in welchen Ternana Calcio mindestens das Viertelfinale eines nationalen Pokalwettbewerbs erreicht hat.
| Saison  | Wettbewerb            | Runde         | Gegner             | Gesamt  | Hin     | Rück    |
| ------- | --------------------- | ------------- | ------------------ | ------- | ------- | ------- |
| 1979/80 | Coppa Italia          | Viertelfinale | SSC Neapel         | 2:2 (a) | 2:1 (A) | 1:0 (H) |
| 1979/80 | Coppa Italia          | Halbfinale    | AS Rom             | 1:3     | 1:1 (H) | 2:0 (A) |
| 2011/12 | Supercoppa di Serie C | Finale        | Spezia Calcio      | 1:2     | 0:0 (H) | 2:1 (A) |
| 2019/20 | Coppa Italia Serie C  | Viertelfinale | Robur Siena        | 1:0     | 0:1 (A) | 0:1 (A) |
| 2019/20 | Coppa Italia Serie C  | Halbfinale    | Catania Calcio     | 2:0     | 2:0 (H) | 0:0 (A) |
| 2019/20 | Coppa Italia Serie C  | Finale        | Juventus Turin U23 | 1:2     | 1:2 (N) | 1:2 (N) |
| 2020/21 | Supercoppa di Serie C | Finalrunde    | Como 1907          | 3:0     | 0:3 (A) | 0:3 (A) |
| 2020/21 | Supercoppa di Serie C | Finalrunde    | AC Perugia Calcio  | 1:0     | 1:0 (H) | 1:0 (H) |